# Sarcophaga fergusonina
Sarcophaga fergusonina är en tvåvingeart som beskrevs av Hardy 1940. Sarcophaga fergusonina ingår i släktet Sarcophaga och familjen köttflugor. Inga underarter finns listade i Catalogue of Life.